# Sydney Tamiia Poitier
Sydney Tamiia Poitier (Los Angeles, Califórnia, 15 de novembro de 1973) é uma atriz americana.
Ficou conhecida por interpretar Mallory Dent, personagem da série de televisão de sucesso Veronica Mars, e pelo papel da agente do FBI Carrie Rivai em A Nova Supermáquina

## Biografia
Poitier nasceu em Los Angeles, Califórnia, Filha do ator Sidney Poitier e ex-atriz Joanna Shimkus. Ela tem origem bahamense (pai) e lituano-canadense (mãe). Tem cinco irmãs mais velhas.
Poitier fez uma participação em uma temporada de Joan of Arcadia, onde interpretou Rebecca Askew, uma paquera do irmão mais velho de Joan, Kevin. Ela também fez uma participação na primeira temporada de Veronica Mars antes do show, mas optou por se concentrar em personagens diferentes e ela foi retirada do elenco. Coincidentemente, seu papel em ambas as séries foi relacionada com a jornalismo - Em Joan of Arcadia trabalhou no mesmo jornal com Kevin, e em Veronica Mars ela era professora de jornalismo de Verônica. Em 2007, atuou em Death Proof, um dos filmes de Grindhouse, do diretor Quentin Tarantino. Ela teve um papel recorrente na primeira temporada da série de 2008 Knight Rider, como agente do FBI Carrie Rivai.

## Filmografia
| Ano  | Título                                 | Personagem         | Notas |
| ---- | -------------------------------------- | ------------------ | ----- |
| 1998 | Park Day                               | Sophia Johnson     |       |
| 1999 | True Crime                             | Jane March         |       |
| 2001 | MacArthur Park                         | Linda              |       |
| 2001 | Happy Birthday                         | Hannah             |       |
| 2004 | Devil Cats                             | Hellena Handbasket |       |
| 2005 | Nine Lives                             | Vanessa            |       |
| 2006 | Hood of Horror                         | Wanda              |       |
| 2007 | Death Proof                            | Jungle Julia       |       |
| 2007 | The List                               | Cecile             |       |
| 2008 | Blues                                  | Dee                |       |
| 2010 | Yard Sale                              | Kate Butler        | Curta |
| 2010 | Page 36                                | Miss Gray          | Curta |
| 2011 | Big Tweet                              | Big Tweet's Girl   | Curta |
| 2012 | Shooting Star Salesman                 | Zoey               | Curta |
| 2013 | Mouseketeer                            | Dina Gerger        | Curta |
| 2014 | Flawed                                 | Jana Conley        | Curta |
| 2015 | Too Late                               | Veronica           |       |
| 2015 | Night of the Living Dead: Darkest Dawn | Tami (voz)         |       |
| 2017 | Clinical                               | Clara              |       |

| Ano     | Título            | Personagens           | Notas                                                                                                  |
| ------- | ----------------- | --------------------- | --- |
| 1998    | Free of Eden      | Nicole Turner         | Filme de TV                                                                                            |
| 1999    | Noah's Ark        | Ruth                  | Minisséries                                                                                            |
| 2001    | First Years       | Riley Kessler         | Principal                                                                                              |
| 2003    | The Twilight Zone | Dr. Leslie Coburn     | "The Placebo Effect"                                                                                   |
| 2003    | Abby              | Abigail 'Abby' Walker | Principal                                                                                              |
| 2003–04 | Joan of Arcadia   | Rebecca Askew         | Recorrente (temporada 1)                                                                               |
| 2004    | Veronica Mars     | Mallory Dent          | "Credit Where Credit's Due", "You Think You Know Somebody", "Return of the Kane", "The Girl Next Door" |
| 2006    | Grey's Anatomy    | Deborah Fleiss        | "17 Seconds"                                                                                           |
| 2008–09 | Knight Rider      | Carrie Rivai          | Principal                                                                                              |
| 2011    | Supah Ninjas      | Katherine / Katara    | "Katara"                                                                                               |
| 2011    | Private Practice' | Michelle              | "Love and Lies", "Step One"                                                                            |
| 2012    | Hawaii Five-0     | Grace Tilwell         | "I Ka Wa Mamua"                                                                                        |
| 2012    | Kendra            | Leslie                | Web série                                                                                              |
| 2014    | Chicago P.D.      | Det. Mia Sumners      | Recorrente (temporada 1)                                                                               |
| 2018    | Homecoming        | Lydia Belfast         | Recorrente                                                                                             |
| 2018    | Carter            | Det. Sam Shaw         | Principal                                                                                              |